# Martina Schopper
Martina Schopper (* 17. května 1972 Praha) je česká podnikatelka, kterou si hnutí ANO vybralo jako lídryni kandidátky do pražského zastupitelstva. Z této pozice však 29. července 2014 odstoupila. Schopperová vystudovala gymnázium v pražské Litoměřické ulici. Několik let žila ve Spojených státech amerických. Ve své podnikatelské činnosti se zabývá zastupováním zahraničních výrobců nábytku v České republice a spolu se zpěvačkou Darinou Rolincovou jsou majitelkami společnosti By Dara Rolins.